# The Death Dance
The Death Dance er en amerikansk stumfilm fra 1918 af J. Searle Dawley.

## Medvirkende
- Alice Brady som Flora Farnsworth
- Holmes Herbert som Arnold Maitland
- Mahlon Hamilton som Philip Standish
- Helen Montrose som Cynthia Maitland
- Robert Cain som M. Boresky